# ATP Studena Croatia Open 2011
ATP Studena Croatia Open 2011 — тенісний турнір, що проходив на ґрунтових кортах у місті Умаг, Хорватія з 25 липня. Належав до категорії ATP World Tour 250.

## Фінальна частина

### Одиночний розряд
Олександр Долгополов —  Марин Чилич 6–4, 3–6, 6–3

### Парний розряд
Сімоне Болеллі /  Фабіо Фоніні —  Марин Чилич /  Ловро Зовко 6–3, 5–7, [10–7]